# Ochrana přírody v Česku
Tento článek pojednává o ochraně přírody v Česku. Krajina v Česku byla lidskou činností v průběhu staletí výrazně změněna, na mnoha místech i značně poškozena (např. těžbou surovin, průmyslovou a zemědělskou činností atd.). V současnosti existují zákony na ochranu životního prostředí, které platí všeobecně. Kromě toho se zvýšená ochrana a péče věnuje ekologicky cenným lokalitám, relativně málo poškozeným lidskou činností.
Na území Česka se nacházejí zvláště chráněná území o celkové rozloze 12 535,7 km2 (2013), což představuje 15,9 % území. Podle velikosti se dělí na:
- velkoplošná – národní parky (4, celková rozloha 1194,9 km2) a chráněné krajinné oblasti (26, celková rozloha 10 761,11 km2). Slouží k ochraně krajiny málo narušené zásahy člověka, se zachovalými zbytky původní přírodní krajiny;
- maloplošná – 2 353 zvláště chráněných území o celkové rozloze 993,3 km2 ve 4 kategoriích: národní přírodní rezervace, národní přírodní památka, přírodní rezervace a přírodní památka. Slouží k ochraně zvláště cenných lokalit a mohou být zřizována i v rámci velkoplošných chráněných území.

Kromě zvláště chráněných území se vyhlašují také přírodní parky a památné stromy, které vytvářejí významné krajinné prvky. Chráněné jsou i vzácné druhy rostlin a živočichů, které se dělí do 3 kategorií: druhy ohrožené, silně ohrožené a kriticky ohrožené.
Největší národní park v Česku je Národní park Šumava (690,3 km2). Největší chráněná krajinná oblast v Česku je Beskydy (1 160 km2). Nejstarší chráněné území v Česku je od roku 1838 Žofínský prales a zároveň to je nejstarší přírodní rezervace v Evropě. Nejstarší chráněná krajinná oblast v Česku je od roku 1955 Český ráj. Nejstarší národní park v Česku je od roku 1963 Krkonošský národní park. Nejmladší chráněná krajinná oblast (Chráněná krajinná oblast Brdy, 345 km2) byla zřízena k 1. 1. 2016.

## Počátky ochrany přírody v Česku
Za první snahu o ochranu přírody lze označit zřizování obor pro divokou zvěř. V oborách, které byly zřizovány již od 13. století bohatými šlechtici, byl silně omezený režim vstupu a hospodaření, v některých případech (např. okolí Netolic byly dokonce vystěhovány při zakládání obory celé vesnice. Zvěř chovaná v oborách potřebovala zachování přirozeného prostředí, a tak díky oborám zůstaly zachované velké relativně neporušené části přírody až do pozdního novověku (např. Křivoklátsko), a dnes se vyznačují relativně vysokou biodiverzitou.
Ochrana přírody se zrodila na začátku 19. století jako snaha zabránit plošné exploataci přírodních zdrojů. Původní funkcí ochrany přírody byla konzervace relativně poškozených částí přírody formou vyhlašování striktních rezervací, s vyloučením hospodaření a často i přístupu člověka.
Nejstarší rezervace v Česku :
- Žofínský prales – vyhlášen 1838 na panství Buquoyů
- Hojná voda – vyhlášen 1838 na panství Buquoyů
- Boubínský prales – vyhlášen 1858 na panství Schwarzenbergů

Ve dvacátém století přebral postupně garanci nad ochranou přírody stát. Ten pokračoval ve vyhlašování dalších rezervací i větších chráněných území. Nejstarším národním parkem na světě je Yellowstonský národní park v USA, vyhlášený již roku 1872.
V předválečném období nebyla u nás ochrana přírody nijak právně kodifikována a patronaci nad ní převzali vyškolení odborníci, tzv. konzervátoři, jejichž prací bylo vyhledávat cenná území (na základě vlastní zkušenosti nebo existujících biologických průzkumů) a vyhlašovat je jako rezervace.

## První zákon na ochranu přírody v Česku
V roce 1956 byl schválen první zákon na ochranu přírody, č. 40/1956 Sb. Zákon byl velice stručný a místy spíš deklarativní. Perzekvoval spíše prosté občany, než velké podniky, což bylo dáno tím, že omezování průmyslu a zemědělství nebylo v zájmu tehdejšího režimu (dokonce se otevřeně mluvilo o boji s přírodou).
Zákon definoval kategorie chráněných území (územní ochrana):
- národní park – platí dodnes
- chráněná krajinná oblast – platí dodnes
- státní přírodní rezervace – tato kategorie již neexistuje
- chráněné naleziště – tato kategorie již neexistuje
- chráněný přírodní výtvor – tato kategorie již neexistuje
- chráněný park a zahrada – tato kategorie již neexistuje
- chráněná studijní plocha – tato kategorie již neexistuje

Dále zákon obsahoval seznam chráněných druhů rostlin a živočichů (u nichž bylo zakázáno rušení, lov, sběr, narušování jejich prostředí) – druhová ochrana. Zvláštní kategorií byly částečně chráněné druhy rostlin, což byly takové druhy, u nichž bylo možné sbírat nadzemní části, např. bledule jarní (Leucojum vernum) nebo prvosenka jarní (Primula veris).

## Zákon o ochraně přírody a krajiny
Současná ochrana přírody v Česku se řídí zákonem č. 114/1992 Sb., o ochraně přírody a krajiny, ve znění pozdějších předpisů. Zákon doplňuje prováděcí vyhláška č. 395/1992 Sb. ve znění vyhl. č. 175/2006 Sb. Tento zákon zcela nahrazuje původní zákon č. 40/1956 Sb.
Zákon rozlišuje obecnou a zvláštní ochranu přírody. Obecná ochrana přírody je ochranou všech druhů rostlin včetně hub a živočichů před vyhubením (včetně snížení jejich genetické variability, vymizení dílčích populací, nebo zničení jejich ekosystému). Zvláštní ochrana přírody je dále rozlišena na územní a druhovou ochranu, nově se však objevuje jejich provázání, které souvisí také s implementací soustavy NATURA 2000.
Nástroje obecné ochrany přírody:
- přírodní park – zcela odlišná kategorie než národní park, jedná se o velké území vyhlášené k ochraně krajinného rázu
- významný krajinný prvek – menší území k ochraně krajinného rázu
- územní systém ekologické stability – síť míst s vyšším stupněm ekologické stability
- ochrana dřevin rostoucích mimo les
- ochrana jeskyní a paleontologických nálezů

Kategorie druhové ochrany (zvláště chráněné druhy):
- kriticky ohrožený druh
- silně ohrožený druh
- ohrožený druh

Kategorie územní ochrany (zvláště chráněná území v Česku):
- národní park – 4 ks
- chráněná krajinná oblast – 26 ks (od 1. 1. 2016)
- národní přírodní rezervace – 109 ks
- národní přírodní památka – 113 ks
- přírodní rezervace – 807 ks
- přírodní památka – 1 324 ks, do tohoto počtu jsou ale zahrnuty i 1. zóny národního parku Šumava, které mají nestandardně status přírodní památky (ač jde silou i charakterem ochrany o zcela odlišná území)

Pozn. Počty jsou převzaty ze stránek Ústředního seznamu ochrany přírody – http://drusop.nature.cz/ a měly by být aktuální k 31. březnu 2013. Bohužel průběžně dochází k vyhlašování nebo naopak rušení posledních dvou kategorií, a proto nelze zaručit trvalou aktuálnost tohoto údaje.
Všechna území musí mít schválený plán péče. Ten se schvaluje na deset let, popř. u větších chráněných území s výhledem na další období.
Památný strom – ochrana jednoho stromu, aleje, stromořadí. V Česku je jich vyhlášeno 24 924 ks (k 31. 3. 2013).
Zákon také definuje pravomoci orgánů ochrany přírody a také možnost nevládních organizací vstoupit do správního řízení, mohou-li v tomto řízení dotčeny zájmy ochrany přírody a krajiny.
Orgány ochrany přírody:
- Ministerstvo životního prostředí (MŽP)
- Agentura ochrany přírody a krajiny ČR (AOPK)
- Krajský úřad (KÚ)
- Obec s rozšířenou působností (ORP – tzv. obec třetího typu)
- Obecní úřad (OÚ)

Mezi orgány ochrany přírody také na území národního parku patří Správa národního parku.
Zákon ve svém paragrafu 70 umožňuje účast ve správním řízení, které se dotýká zájmů ochrany přírody a krajiny, různým nevládním neziskovým organizacím (ponejvíce jde o občanská sdružení). Občanská sdružení (resp. spolky) musí splnit jen dvě podmínky: mít jako hlavní cíl své činnosti ochranu přírody a krajiny a včas a řádně se do řízení přihlásit. Úřady jsou přitom na požádání povinny poskytovat těmto sdružením informace o zahajovaných správních řízeních.
Tento paragraf umožňuje v zásadě libovolné veřejnosti vstupovat do správních řízení a zohledňovat zde otázky ochrany přírody.
Zřízení občanského sdružení je totiž velmi jednoduché, stačí pouze 3 lidi, kteří sepíšou stanovy, zvolí mezi sebou předsedu a zažádají o registraci u Ministerstva vnitra – pokud neporušuje činnost sdružení zákony, je ministerstvo do měsíce povinno registraci přijmout. Některá občanská sdružení mohou tohoto svého práva zneužívat k obstrukcím, případně ho uplatňovat i ve jménu jiných zájmů, než je ochrana přírody. Proto se především mezi poslanci ODS na základě stížnosti některých investorů opakovaně objevuje snaha omezit účast veřejnosti ve správních řízeních. Námitka zástupců nevládních organizací proti tomuto omezení je ta, že plošné omezení poškodí i ty organizace, které svých pravomocí nezneužívají, a výsledkem bude zhoršení úrovně ochrany přírody v Česku.
Současný stav sporů je takový, že k plošnému omezení práv sdružení zatím nedošlo. Parlament však již v roce 2001 schválil problematický zákon, který jednu vybranou variantu dálničního obchvatu města Plzně (jednalo se o variantu SUK2) prohlásil za veřejný zájem. Nyní se navíc připravuje další zákon, který by umožnil všechny plánované dálniční stavby prohlásit ze veřejný zájem a umožnit tak nejen omezení vlivu neziskových organizací na správní řízení, ale dokonce i vyvlastňování pozemků. V rámci novely zákona 114/92 byla snaha za veřejný zájem prohlásit i výstavbu jezů nutných k zlepšení splavnění Labi. Tato snaha byla z větší části neúspěšná, mj. i z ekonomických důvodů (přínos stavby by byl výrazně menší než náklady).

## Aplikace soustavy Natura 2000 v Česku
V roce 2004 byla přijata rozsáhlá novela zákona č. 114/1992 Sb. (jako zákon č. 218/2004 Sb.), která zavádí do legislativy České republiky ochranu v rámci soustavy Natura 2000. Zároveň byly vyhlášeny některé ptačí oblasti (celkem by jich mělo být 41, ale část z nich je dosud předmětem diskuse s vlastníky a samosprávou). Návrh 890 území zvláštní ochrany (tzv. Special Area of Conservation) byl poslán k posouzení do Bruselu jako tzv. národní seznam lokalit. Ochranné kompetence nad těmito typy území by měla převzít nově vzniklá instituce Státní ochrana přírody a jejím prostřednictvím správy chráněných krajinných oblastí. Působnost správ se tak rozšiřuje na vybraná území i mimo CHKO.

## Biosférická rezervace
V Česku je 6 biosférických rezervací.

## Vyhodnocení vlivů na životní prostředí
Vyhodnocení vlivů na životní prostředí (EIA) je proces (respektive studie), jejímž cílem je získat představu o výsledném vlivu velké stavby na životní prostředí. Tak lze předcházet poškození životního prostředí a podpořit ochranu přírody.

## Výsledky legislativní a institucionální ochrany přírody

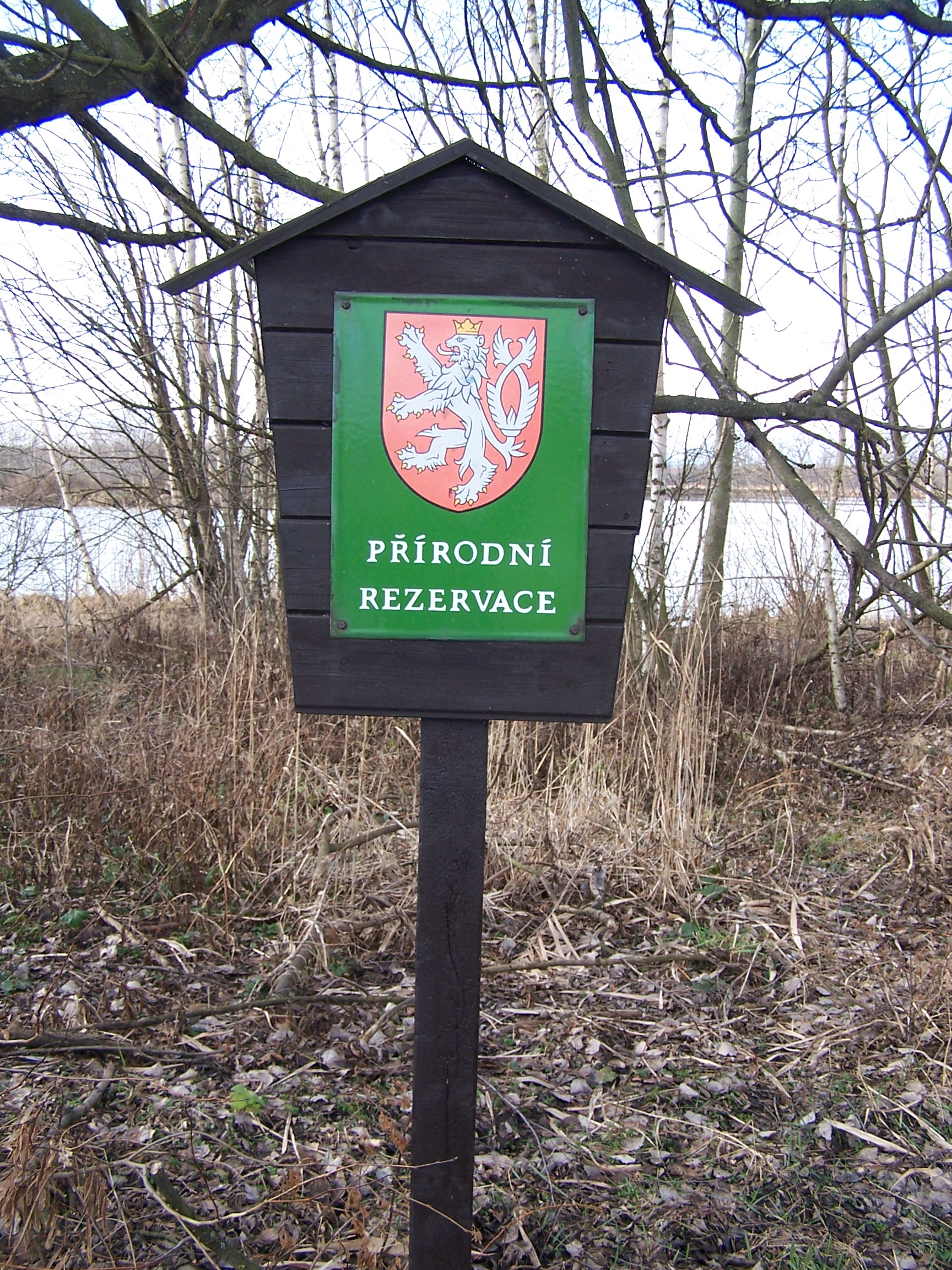
POZOR za tabulkou leží rezervace

Přes přísnou legislativní ochranu jednotlivých rostlinných a živočišných druhů, ochranu biotopů prostřednictvím maloplošných a velkoplošných chráněných území a značné přímé i vyvolané náklady na institucionální ochranu přírody a krajiny jsou výsledky ochrany přírody v některých případech sporné. V mnoha oblastech se nedaří dosahovat stanovené cíle. Problematické je samotné stanovení cílů a následných ochranářských opatření. I uvnitř "ochranářské komunity" se o tomto problému čile diskutuje.
Otázka je, nakolik jsou cíle ochrany přírody stanovovány správně. Zda jde o cíle stanovené na základě veřejného konsenzu (politická rozhodnutí), a nakolik jde o prosazování zájmů jednotlivých zájmových skupin a hnutí. Často nepanuje shoda ani na definicích základních pojmů jako je "divočina". Živě diskutovanou otázkou je, zda chránit přírodní "procesy" (jinými slovy nezasahovat) nebo biodiverzitu (zasahovat aktivně s cílem uchovat a zlepšit prostředí v němž chráněné druhy žijí).
Důvodem je, že bezzásahová ochrana některých území vedla paradoxně k vymizení druhů, kvůli kterým bylo chráněné území původně vyhlášeno. Příkladem jsou například Bílé stráně, travinné stepní ekosystémy na slínovcových svazích ve středních a severních Čechách. Vlivem bezzásahovosti zarůstají lesem a mizí z nich cenné chráněné druhy stepních společenstev. Sledování účelnosti vynaložených finančních prostředků na ochranná opatření a vyhodnocení ekonomických dopadů přijatých opatření prakticky neexistují nebo jsou nedostatečně oponována.
Například přes zákonnou ochranu mnoha ptačích druhů, ochranu jejich biotopů a ustavení ptačích oblastí dochází k dalšímu poklesu stavů chráněných druhů a jejich mizení z území ČR. Nepodařilo se potvrdit pozitivní vliv legislativní ochrany na rozšíření ohrožených druhů. Příčinou může být nízká efektivita přímých ochranářských opatření a pravidelné selhávání státní ochrany přírody v péči o problematické druhy.

## Vnímání ochrany přírody a konfliktní oblasti
Omezení vlastnického práva na základě zákona o ochraně přírody a krajiny představují často citelné zásahy do tohoto základního práva. Zákon 114/92 je i po všech novelizacích pravděpodobně v některých ustanoveních v kolizi s Listinou základních práv a svobod. Současná praktická ochrana přírody je tak (často oprávněně) chápána majiteli a nájemci pozemků a nemovitostí jako nepřátelská a nevítaná aktivita masivně vynucovaná zákony a bujícím státním aparátem bez odpovídající finanční kompenzace za způsobené finanční újmy. Státní ochrana přírody často bagatelizuje skutečnost, že k omezení vlastnického práva, jakož i vyvlastnění může dojít pouze na základě zákona, ve veřejném zájmu a za náhradu.
Dlouhodobě se nedaří přesvědčit o současných cílech ochrany přírody různé zájmové skupiny (turisté a sportovci provozující sporty v přírodě jako lyžování, cyklistika, horolezectví..., myslivci, chovatelé zvířat atp.). K této situaci přispívají, kromě výše zmíněných legislativních nedostatků, také neakceschopnost, byrokratizace nebo medializované přehmaty represivních složek ochrany přírody (ČIŽP) i dalších složek státního aparátu stejně jako korupční kauzy.
Vnímání problematiky ochrany přírody veřejností se v poslední době v souvislosti s problematickými a kontroverzními výsledky (kůrovcová kalamita v NP Šumava, škody působené chráněnými živočichy jako je bobr, rys, sporná podpora biopaliv, …) mění a politici jsou částečně nuceni na tento vývoj reagovat. Například 31.05.2010 vláda projednávala „Opatření k posílení konkurenceschopnosti a rozvoje podnikání v České republice eliminací nadbytečných požadavků environmentální legislativy“. Výsledkem diskuse je zadání úkolu pro Ministerstvo životního prostředí, které má ve spolupráci s dalšími subjekty tripartity začít pracovat na tom, aby ekologická legislativa byla postavena tak, aby přinášela efekty pro životní prostředí, nadmíru nezatěžovala podnikatele a nevytvářela přílišnou administrativní zátěž. Objevují se i úvahy o sloučení Ministerstva zemědělství s Ministerstvem životního prostředí.

## Aféry
- Kácení stromů u prodejen Lidl
- Šikana sokolnického centra pracovníky ČIŽP[nedostupný zdroj]
- Udala ČIŽP českého občana a způsobila jeho uvěznění v rozvojové zemi?
- Aféra inspektora ČIŽP na Novém Zélandu
- Boj ČIŽP s teraristy a novináři